# St. Margareth (Malching)

St. Margareth in Malching

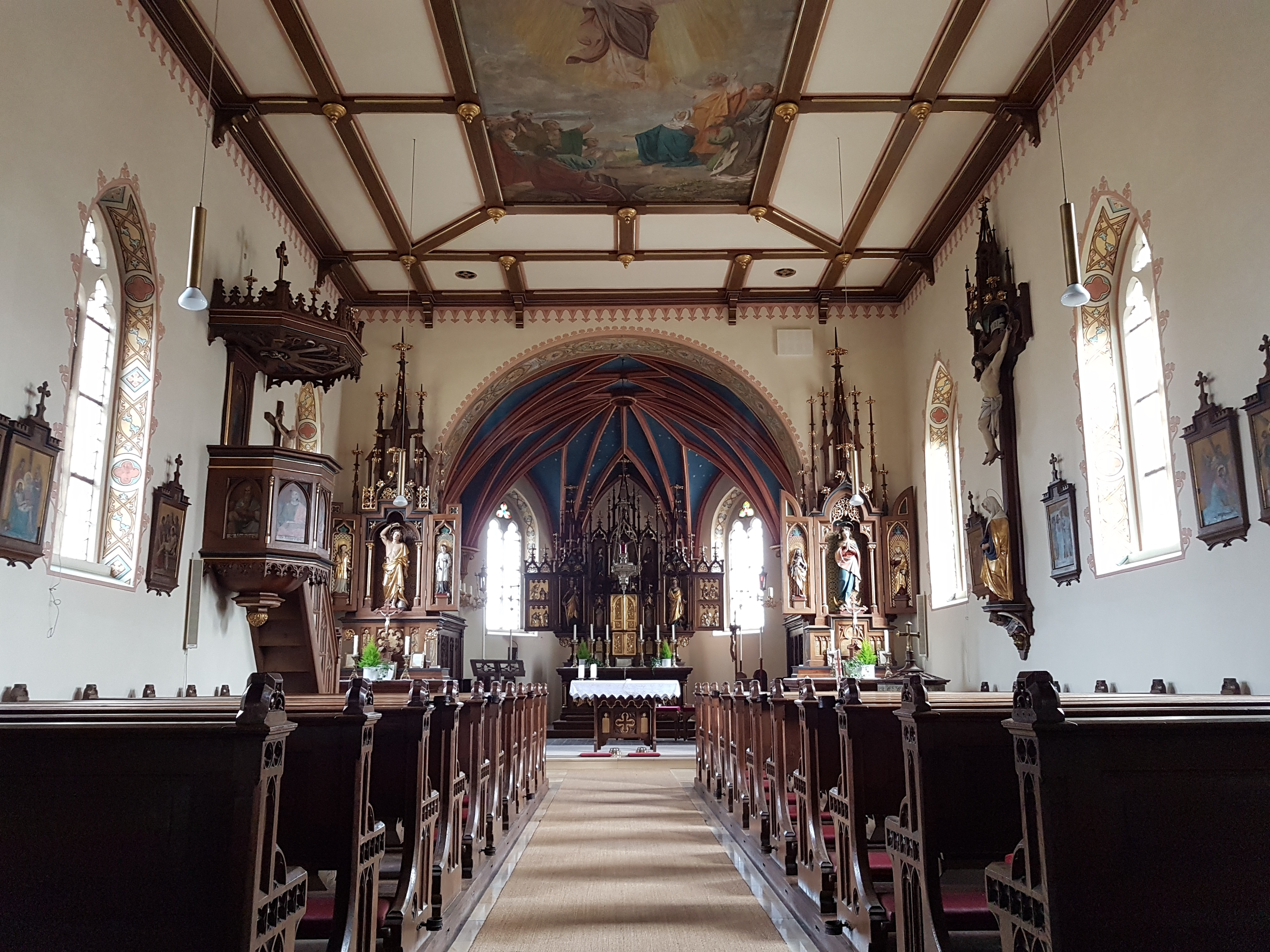
Innenraum

Die römisch-katholische Pfarrkirche St. Margareth steht in Malching, einem Gemeindeteil von Maisach im oberbayerischen Landkreis Fürstenfeldbruck. Sie ist in der Liste der Baudenkmäler in Maisach unter der Nr. D-1-79-134-13 eingetragen. Die Kirche gehört zum Dekanat Fürstenfeldbruck im Erzbistum München und Freising.

## Beschreibung
Die spätgotische Saalkirche wurde 1675 barock umgestaltet. Sie besteht aus dem in den Jahren 1883 bis 1885 nach Westen verlängerten Langhaus, dem eingezogenen Chor mit Fünfachtelschluss im Osten, einer Sakristei an der Südwand und dem Chorflankenturm an der Nordwand des Chors. An das Langhaus wurde im Westen 1938 nach Plänen von Richard Steidle ein Querschiff angefügt. 
Zur Kirchenausstattung gehören drei geschnitzte Flügelaltäre, einer ist der Hochaltar, der von den Skulpturen der Maria Magdalena und der Margareta von Antiochia flankiert wird.

## Orgel

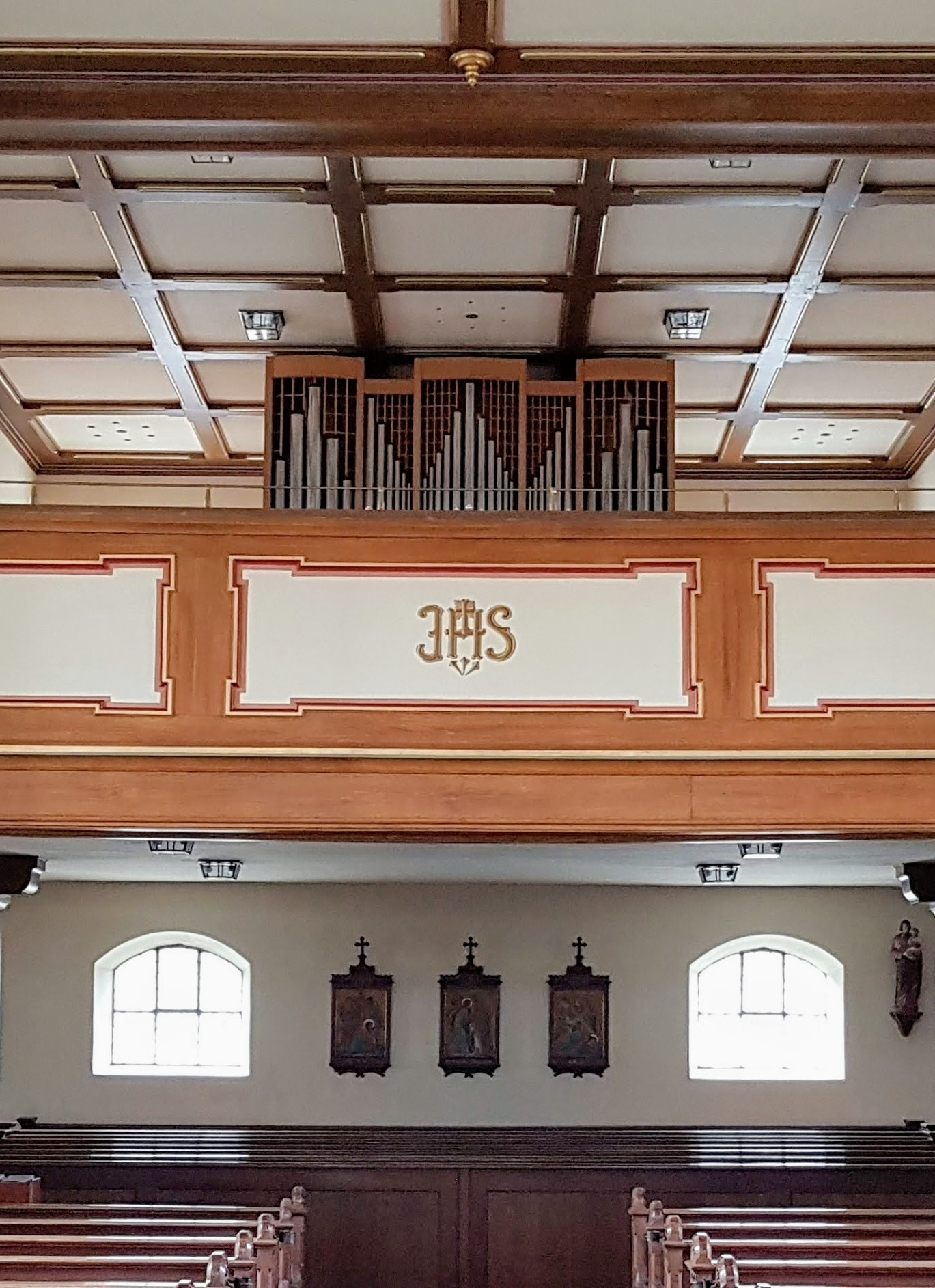
Orgel

Die Orgel mit zwölf klingenden Registern, verteilt auf zwei Manuale und Pedal, wurde 2004 von Christoph Kaps gebaut. Die Disposition des rein mechanischen Schleifladen-Instruments lautet:
| I. Manual C–g3 |       |
| Prinzipal      | 8′    |
| Rohrflöte      | 8′    |
| Octave         | 4′    |
| Octave         | 2′    |
| Mixtur III     | 1 ⁄3′ |

| II. Manual C–g3 |       |
| Holzgedackt     | 8′    |
| Salicional      | 8′    |
| Spitzflöte      | 4′    |
| Sesquialter     | 2 ⁄3′ |
| Waldflöte       | 2′    |
| Tremulant       |       |

| Pedal C–f1 |     |
| Subbaß     | 16′ |
| Cello      | 08′ |

- Koppeln: II/I, Sub II/I,  I/P, II/P
- Stimmung: Neidhardt